# العاشق (فلم 1985)
العاشق فيلم تراجيدي عراقي، من إنتاج 1985

## أحداث الفيلم
تدور أحداث الفيلم في بدايات القرن العشرين، إبان الاحتلال الإنجليزي للعراق، و ما تخلله من رفض شعبي و مقاومة، ثم قيام ثورة العشرين.

## طاقم العمل

### تأليف
- ثامر مهدي.
- عبد الخالق الركابي.

### إخراج
- محمد منير فنيري.

### تصوير
- عبد اللطيف صالح.

### مونتاج
- طارق عبد الكريم.

### موسيقى تصويرية
- صلحة الرازي.

### ماكياج
- يوسف سلمان.

### صوت
- فيصل العباس.

### ديكور
- نجم عيد حيدر.

### ممثلون
- جواد الشكرجي.
- ليلى محمد.
- طالب الفراتي.
- سعدية الزيدي.
- غازي الكناني.
- مكي البدري.
- مقداد عبد الرضا.
- بدري حسون فريد.
- راسم الجميلي.
- إبتسام فريد.

ديمة قندلفت

### إنتاج
- شركة بابل.